# Cabomba aquatica
Cabomba aquatica is een waterplant uit de waterleliefamilie (Nymphaeaceae), hoewel sommige botanici hem bij de familie Cabombaceae indelen.
De plant komt van oorsprong uit Zuid-Amerika. De plant komt bijvoorbeeld in het wild voor in het natuurpark Dois Irmãos  van de Braziliaanse staat Pernambuco, noordwestelijk van Recife, dat een stuk Atlantisch woud bezit. Omdat de plant niet winterhard is, mag hij in Europa nog verhandeld worden, in tegenstelling tot de waterwaaier (Cabomba caroliniana). Het is een plant die geliefd is in de aquaristiek. De plant heeft twee bladvormen. Onder water is er een fijne waaier van kleine vinnetjes, maar boven water krijgt de plant ronde drijvende bladeren.
De bloeiwijze is een klein geel bloempje dat slechts twee dagen zijn kopje boven water steekt. Er zijn zes meeldraden rond een stamper en de bloem geeft nectar. De plant is protogynisch en in het wild worden de bloempes bestoven door een aantal insecten, zoals de bijensoorten Apis mellifera en Trigona spinipes (Apidae) en Augochlora spp. (Halictidae) en wespen van het genus Polybia.

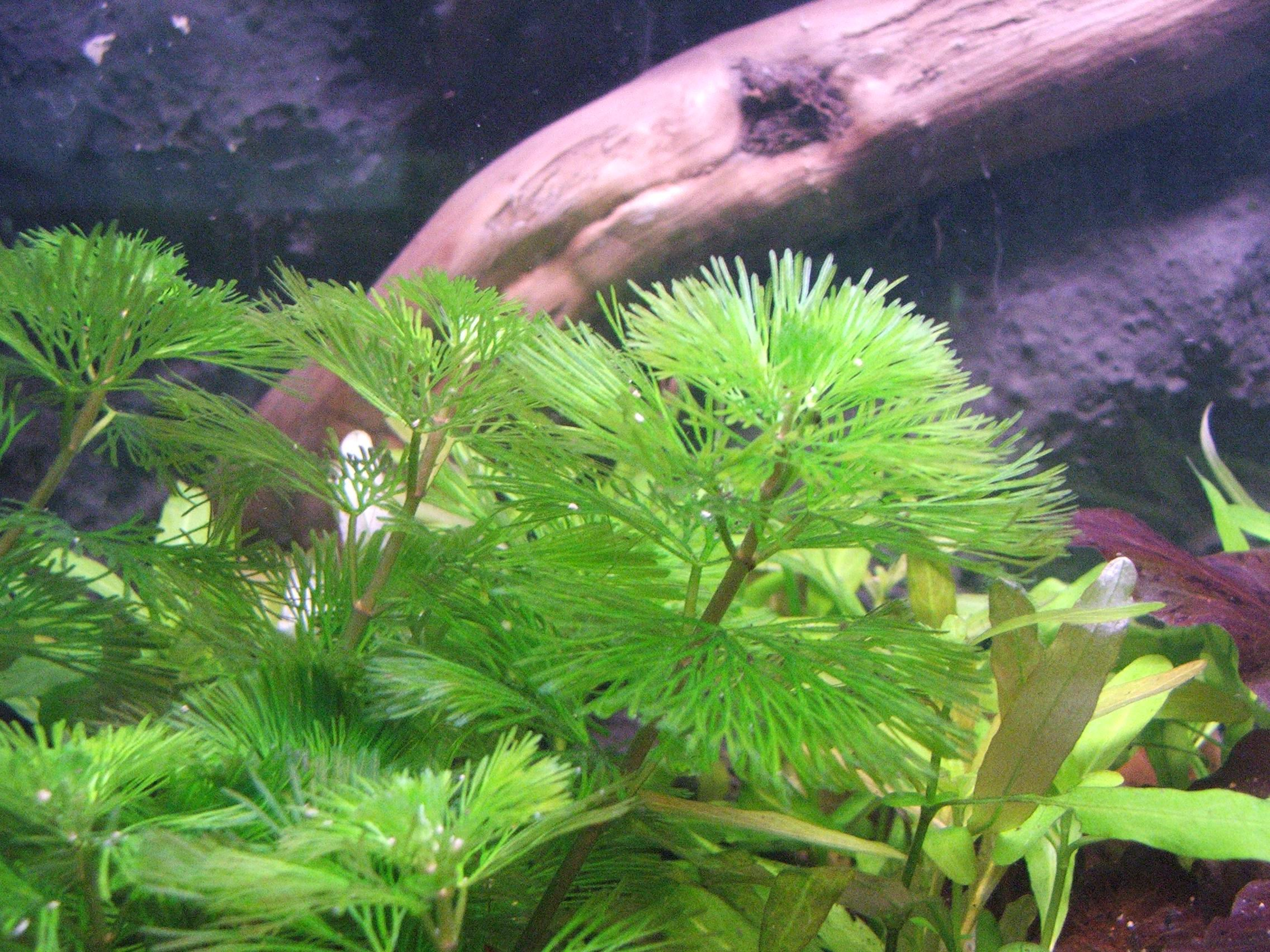
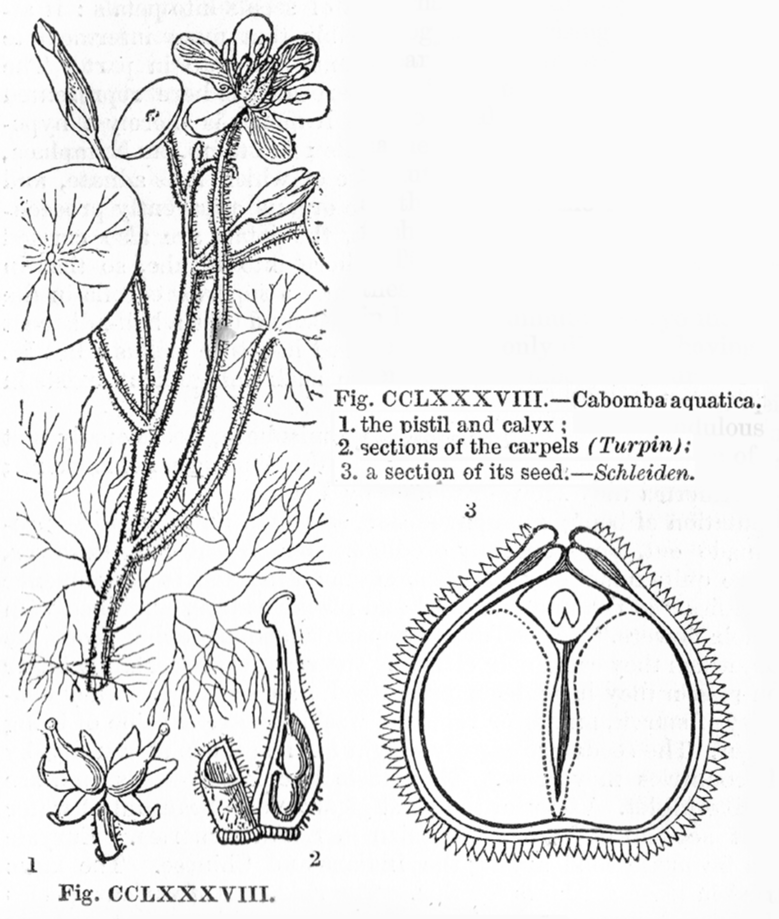